# Nikolai Arnoldowitsch Petrow
Nikolai Arnoldowitsch Petrow (russisch Никола́й Арно́льдович Петро́в, wiss. Transliteration Nikolaj Arnol'dovič Petrov; * 14. April 1943 in Moskau; † 3. August 2011 ebenda) war ein russischer Pianist und Klavierpädagoge.

## Leben und Wirken
Nikolai Petrow wurde 1943 in eine Familie von herausragenden Musikern hineingeboren und nahm den Nachnamen seiner Mutter an. Sein Vater war der Violoncellist Arnold Jakowljewitsch Ferkelman, der mit Dmitri Schostakowitsch befreundet war. Sein Großvater, Wassili Rodionowitsch Petrow, war ein in Russland bekannter Bassist und sang am Bolschoi-Theater unter anderem mit Größen wie Fjodor Schaljapin.
1961 absolvierte Petrow die Zentrale Musikschule Moskau, wo er bei Tatjana E. Kestner studierte. Zwischen 1962 und 1968 studierte er am Moskauer Konservatorium bei Professor Jakow Sak. Erste öffentliche Aufmerksamkeit erlangte Petrow, als er 1962 den zweiten Preis bei der Van Cliburn International Piano Competition in Fort Worth, Texas, hinter Ralph Votapek und vor Michail Sergejewitsch Woskressenski, gewann. Zwei Jahre später folgte der zweite Preis beim Internationalen Klavierwettbewerb Reine Elisabeth in Brüssel, wo er hinter Jewgeni Mogilewski platziert wurde.
Sein Repertoire umfasste etwa 50 Recital Programme und 50 Konzerte mit Orchester. Er arbeitete mit zahlreichen berühmten Dirigenten, darunter Mariss Jansons, Kirill Kondraschin, Gennadi Roschdestwenski, Jewgeni Swetlanow und Juri Temirkanow. Neben Werken der klassischen und romantischen Tradition führte er auch zeitgenössische Kompositionen von Aram Chatschaturjan, Tichon Chrennikow, Rodion Schtschedrin und Andrei Eschpai auf. Er spielte zwischen 70 und 100 Konzerte pro Jahr, wobei ungefähr zehn davon in der großen Halle im Moskauer Konservatorium im Rahmen des Zyklus Nikolai Petrow spielt stattfanden.
Nikolai Petrow war Professor am Moskauer Konservatorium, wo viele berühmte Pianisten bei ihm studierten. Weiters hatte er leitende Funktionen in mehreren bedeutenden russischen Kulturgesellschaften. Wie sein Lehrer Jakow Sak war auch Nikolai Petrow Volkskünstler der UdSSR.